# Rybocin
Rybocin (do 1945 niem. Seemühle) – łąka, dawniej osada w województwie zachodniopomorskim, w powiecie polickim w gminie Dobra, położona nad Jeziorem Stolsko, tuż przy granicy polsko-niemieckiej i ok. 1 km na północ od wsi Stolec.

## Historia
W katalogu Meyers fisch., Kr. Randow f. Stolzenburg co odpowiada: osada rybacka w powiecie Randow należąca do Stolca, nie podano liczby mieszkańców
Osada położona nad odpływem z Jeziorem Stolsko.
Do 1939 r. osadę zamieszkiwało ok. 18 osób.
W 1945 r. Rybocin znalazł się przy samej linii granicznej (ob. znak graniczny nr 851), nie został zasiedlony ponownie i popadł w ruinę.
Nazwę Rybocin wprowadzono urzędowo w 1947 roku.